# Lotus Domino.Doc
Lotus Domino.Doc - system służący do zarządzania dokumentami w przedsiębiorstwach. Aplikacja pozwala zespołom złożonym z pracowników różnych działów pracować z dokumentami na rozproszonych serwerach w tym samym czasie. Wszyscy uczestnicy zespołu mają dostęp do tych samych dokumentów. System Domino.Doc może zostać zintegrowany z Lotus Sametime oraz Internet Explorer.